# Hruševa mrežnica
Hruševa mrežnica (znanstveno ime Stephanitis pyri) je vrsta stenice iz družine mrežastih stenic, razširjena po večjem delu Evrope, v Severni Afriki in Zahodni ter Srednji Aziji.
Podobno kot drugi predstavniki mrežastih stenic ima »čipkaste« izrastke oprsja in prvega para kril, ki so pri hruševi mrežnici svetlorjavi s temnejšimi lisami. V dolžino zrastejo 3 do 4 mm. Ličinke so zelene barve in imajo ob robovih telesa močne trne.
Je polifag rastlinojed, ki se prehranjuje z drevesi in grmovnicami številnih rastlinskih rodov. S sesanjem na spodnji strani listov povzroča razbarvanje in odmiranje listov, prisotnost pa izdajajo tudi značilni katranasto črni iztrebki. Nimfe občasno povzročajo škodo na lesnatih vrstah rožnic, predvsem na gojenih hruškah, jablanah, panešpljah, japonskih kutinah idr.
Na leto se razvije ena do pet generacij, odvisno od razmer (v Franciji dve, na Srednjem vzhodu štiri do pet). Med najpomembnejšimi naravnimi sovražniki je plenilska stenica vrste Stethoconus pyri, ki pa je redka. Ob večjih izbruhih se pridelovalci proti hruševi mrežnici borijo z insekticidnimi mili in dišavnimi olji.